# Daniele Caluri

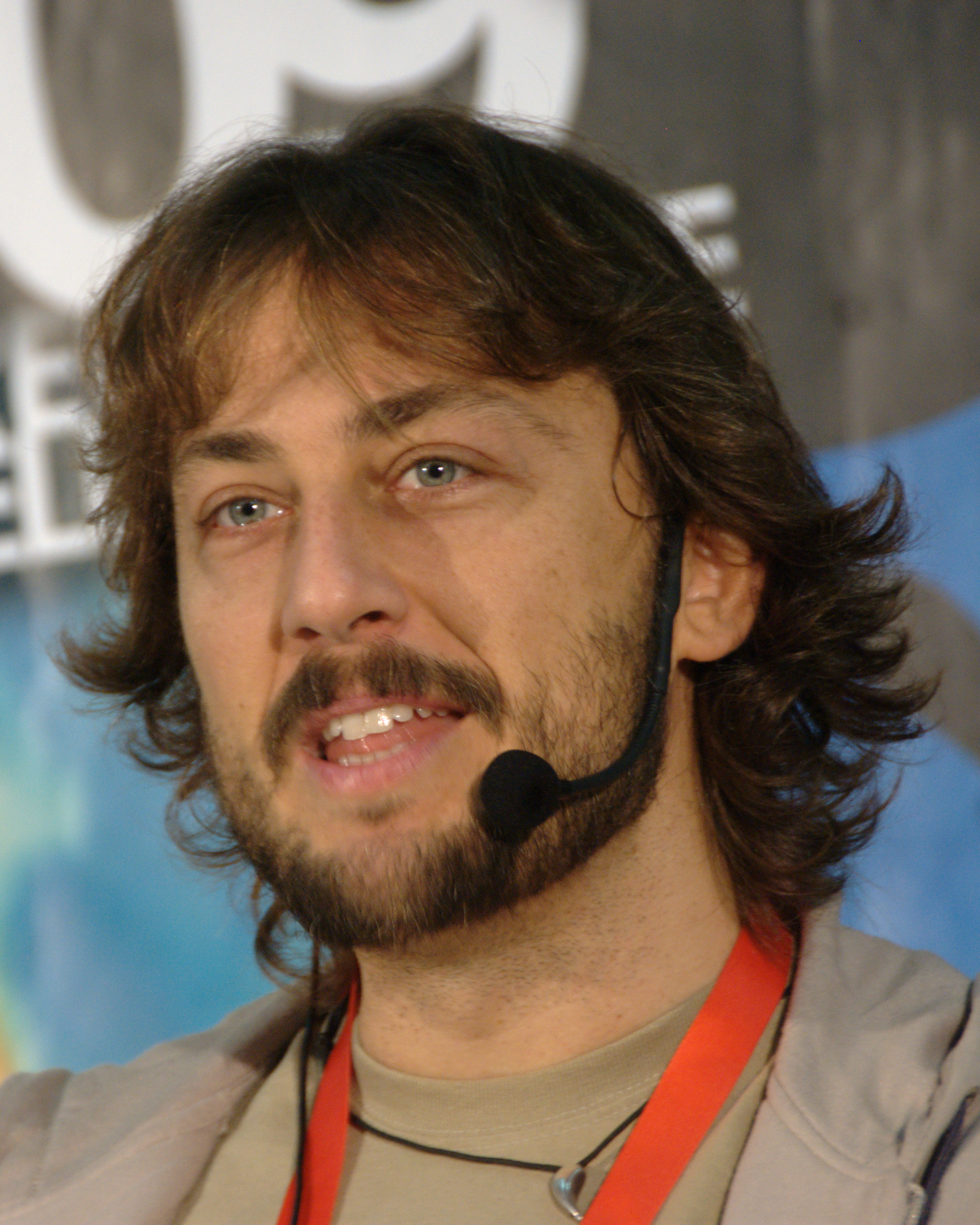
Daniele Caluri a Lucca Comics and Games 2009

Daniele Caluri o Kaluri (Livorno, 26 gennaio 1971) è un fumettista italiano. È noto per il suo lavoro su il Vernacoliere con cui ha collaborato dal 1985 al 2011 e per cui ha creato i suoi personaggi più famosi.

## Biografia
Ha iniziato a lavorare per il Vernacoliere dopo aver mandato delle vignette satiriche disegnate sui banchi di scuola; arrivato al giornale, ha sostituito come copertinista Max Greggio, diventato autore televisivo di successo.
Diplomato all'Accademia di Belle Arti di Firenze nel 1996, ha in seguito lavorato per la Sergio Bonelli Editore ad alcuni albi di Martin Mystère (La tredicesima fatica, n. 281 dell'ottobre 2005 e Il codice Caravaggio, n. 291 del giugno 2007) in collaborazione con Alfredo Castelli, conosciuto durante Lucca Comics 1999. Oltre alle storie ufficiali della serie, Caluri ha disegnato anche tre fascicoli comici su Martin Mystère, pubblicati in occasione di Rimini Comix, di un evento all'Università di Padova e di Italia Wave 2007.
Ha pubblicato un primo albo a fumetti nel 1999 raccogliendo le storie del suo personaggio Fava di Lesso pubblicate sul Vernacoliere a partire dal 1993 e sino al 1998. Fava di Lesso, un indiano d'America stereotipato sulla base del genere western con frequenti deviazioni nello scurrile e nel boccaccesco, aveva riscosso ottimo successo tra i lettori del giornale. Proprio grazie al successo di questo personaggio venne la collaborazione con la Bonelli Editore, anche se Sergio Bonelli, da sempre restio verso le parodie dei fumetti western (come Ombre Rosse di Enzo Scarton e Fax palle in canna di Leomacs editi più o meno in quel periodo), non fu molto ben disposto verso il fumetto dell'artista toscano.
Accantonato il personaggio dell'indiano scorbutico, Caluri ha lanciato una nuova striscia mensile, Luana la bebisìtter, incentrata sulle avventure di una sexy babysitter, Luana, procace quanto stupida e di un ragazzino, Màicol, ricco, orribile a vedersi e malvagio. Pubblicata dal 1999 al 2004, ha ottenuto grande successo, tale da spingere alla pubblicazione di tre raccolte (Luana La Bebisìtter Atto I, Luana La Bebisìtter Atto II e Luana La Bebisìtter Gran Finale) e alla ripresa del personaggio a partire dal 2006 fino all'anno successivo.
Sempre nel periodo di Luana, Caluri è ritornato alle vignette con Nedo, personaggio muto ma dalla perenne erezione e dalle movenze inequivocabili. Nel 2003, sui testi di Emiliano Pagani, disegna una rubrica comica chiamata Bollettino Meteo in cui il Colonnello Starita, un iracondo meteorologo, conclude in tragedia le previsioni del tempo.
L'ultima opera pubblicata sul Vernacoliere è Don Zauker, prete esorcista assai fuori dagli schemi: sboccato, dal fisico palestrato e ipertatuato, per nulla vicino alle posizioni tradizionali della Chiesa cattolica. Il nome di Don Zauker deriva da un personaggio della serie Daitarn 3, il capo dei perfidi Meganoidi, a sottolineare all'istante il carattere del personaggio. Le fattezze fisiche, invece, ricordano da vicino quelle di Clint Eastwood e dei duri del cinema di Hollywood.

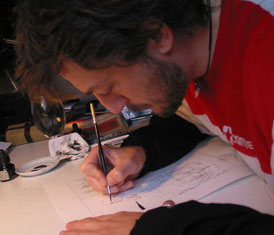
Daniele Caluri mentre lavora ad una tavola di Martin Mystère

Don Zauker, su testi di Emiliano Pagani, è una summa di satira acida a tutto campo e di anticattolicesimo (sentimento largamente condiviso da Caluri che non ne fa mistero), cosa che ha reso il fumetto molto amato dai lettori del Vernacoliere. Una raccolta delle puntate pubblicate del fumetto di Don Zauker (più una inedita) è stata presentata in anteprima nel corso di Lucca Comics 2006. Durante la tradizionale festa organizzata a Livorno dalla rivista i due autori hanno realizzato uno spettacolo, in collaborazione con la compagnia teatrale I Licaoni, il "Don Zauker Talk Show", replicato durante l'edizione di Lucca Comics 2006.
Caluri è stato presidente della giuria al 1º Premio di Satira Città di Carrara - 2005 ed è intervenuto come docente ai corsi della Scuola del Fumetto di Pisa.
Oltre all'attività fumettistica, dal 1993 al 2000 ha suonato come tastierista nel gruppo musicale "Gli Amici di Zenigata", con cui ha pubblicato un CD di cover comiche di sigle di cartoni animati (Il banjo di Haran) e tenuto concerti in tutta Italia.
Nel 2006 ha vinto a Lucca Comics il premio Gran Guinigi come miglior disegnatore e il premio Fumo di china come "Miglior autore completo umoristico".
Con la serie Don Zauker esorcista ha vinto nel 2007 il Premio Micheluzzi per il "Migliore Disegno per una Serie Umoristica" e per la "Migliore Serie Umoristica" (assieme a Emiliano Pagani).
Nell'edizione 2007 di Lucca Comics è stata dedicata una mostra monografica a Caluri.
Nel 2007 disegna l'adattamento a fumetti del romanzo Michele Strogoff di Jules Verne, su sceneggiatura di Frédéric Brémaud, per le edizioni Adonis/Glénat.
Da febbraio 2008 cura, assieme ad Emiliano Pagani, la rubrica di satira "Domus Bokassa" sulle pagine del mensile Il mucchio.
Dal settembre 2008 è docente di Disegno e Storia dell'Arte presso il Liceo scientifico "F. Enriques" di Livorno.
A dicembre 2011 è stato ospite del Salerno Comicon per l'uscita di Nirvana.

## Opere
- Paola Barbato (testi), Daniele Caluri (disegni), La gabbia, in Le storie n. 20, Sergio Bonelli Editore, maggio 2014.
- Daniele Caluri, Emiliano Pagani, Don Zauker - Habemus papam, Feltrinelli Comics, febbraio 2020.
- Daniele Caluri, Emiliano Pagani, Don Zauker - Santo subito, Feltrinelli Comics, novembre 2019.